# كارول باتريس كريست
كارول باتريس كريست (بالإنجليزية: Carol Patrice Christ)‏ هي أكاديمية أمريكية، ولدت في 1945.